# Варшавское гетто

Границы Варшавского гетто

Варша́вское ге́тто (нем. Warschauer Ghetto, пол. Getto warszawskie, идиш ווארשעווער געטא‎, официальное название Евре́йский жило́й райо́н в Варша́ве, нем. Jüdischer Wohnbezirk in Warschau) — еврейское гетто в Варшаве, созданное нацистами в период оккупации Польши и существовавшее до 16 мая 1943 г.
В гетто было изолировано 450 тыс. человек, которые массово погибали из-за голода и болезней, а также депортировались в лагеря смерти. С 19 апреля по 16 мая 1943 г. в гетто произошло вооружённое восстание, подавленное войсками СС. Выжившие к этому времени 37 тыс. узников были депортированы в лагерь смерти Треблинка, а гетто — ликвидировано.

## Предыстория

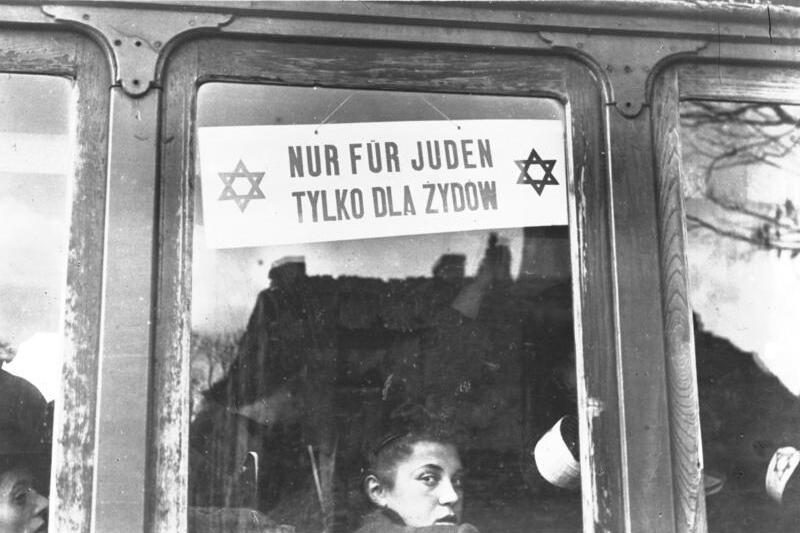
Трамвайный вагон только для евреев. Варшава. Октябрь 1940.

До 1939 года еврейский квартал Варшавы занимал почти пятую часть города. Горожане называли его северным районом и считали центром еврейской жизни межвоенной столицы Польши, хотя евреи жили и в других районах Варшавы.
После вступления в Польшу войск нацистской Германии в октябре 1939 года оккупационные власти отдали приказ, согласно которому евреям предписывалось сдать наличные деньги в кредитно-финансовые учреждения. На человека разрешалось оставить не более 2 000 злотых.
В общественном транспорте нацисты расклеивали плакаты оскорбительного характера с целью разжигания межнациональной розни.
Говоря о причинах создания гетто в населённых пунктах Польши, нацисты утверждали, что евреи являются переносчиками инфекционных заболеваний, и их изоляция поможет защитить нееврейское население от эпидемий. В марте 1940 года ряд городских районов с высокой концентрацией еврейского населения были объявлены карантинной зоной. Из этих районов было выселено около 113 тыс. поляков и на их место заселено 138 тыс. евреев из других мест.
Стены вокруг будущего еврейского гетто строились еврейской общиной по приказу оккупационных властей с конца марта до июня 1940 года. Решение об организации гетто было принято 2 октября 1940 года генерал-губернатором Гансом Франком. К этому моменту в гетто находилось около 440 тыс. человек (37% населения города), при этом площадь гетто составляла 4,5% площади Варшавы. 16 ноября 1940 года границы гетто были закрыты.
Первоначально выход из гетто без разрешения наказывался тюремным заключением сроком 9 месяцев. С ноября 1941 г. стала применяться смертная казнь.

## Жизнь в гетто
Вопросы внутри гетто регулировались юденратом, который находился под контролем немецких властей. Председателем юденрата являлся Адам Черняков. Руководителем еврейской полиции в гетто был Юзеф Шеринский.
Официально установленные продовольственные нормы для гетто были рассчитаны на гибель жителей от голода. Во второй половине 1941 года продовольственная норма для евреев равнялась 184 килокалориям. Однако, благодаря нелегально поставлявшимся в гетто продуктам питания, реальное потребление составляло в среднем 1125 килокалорий в день..
Часть жителей была занята на немецком производстве. Так, на швейных предприятиях Вальтера Теббенса работало 18 тыс. евреев. Рабочий день длился 12 часов без выходных и праздников. Из 110 тыс. рабочих гетто постоянная работа была лишь у 27 тыс.
На территории гетто были организованы нелегальные производства различных товаров, сырьё для которых поставлялось тайно. Продукция так же тайно вывозилась для продажи и обмена на пищу за пределы гетто. Кроме 70 легальных пекарен в гетто работало 800 нелегальных. Стоимость нелегального экспорта из гетто оценивалась в 10 млн. злотых в месяц.
В гетто выделялась прослойка жителей, деятельность и положение которых обеспечивали им относительно благополучную жизнь — коммерсанты, контрабандисты, члены юденрата, агенты гестапо. Среди них особым влиянием пользовались Абрам Ганцвайх и его конкуренты Моррис Кон и Зелиг Геллер. Большая часть жителей страдала от недоедания. Худшее положение было у евреев, переселённых из других районов Польши. Не имея связей и знакомств, они испытывали трудности в поиске заработка и обеспечении своих семей.
В гетто происходила деморализация молодёжи, образовывались молодёжные банды, появлялись беспризорники.

## Нелегальные организации
В гетто действовали нелегальные организации различной направленности и численности (сионисты, коммунисты). После того, как в начале 1942 г. в гетто были направлены несколько польских коммунистов (Юзеф Левартовский, Пинкус Картин), члены группировок «Серп и молот», «Общество друзей СССР», «Рабоче-крестьянская боевая организация» вступили в Польскую рабочую партию. Члены партии выпускали газеты и журналы. К ним примыкали левосионистские организации, поддерживавшие идеологию марксизма и идею создания в Палестине еврейской советской республики (Поале-Сион Левица, Поале-Сион Правица, Хашомер-Хацаир). Их руководителями были Мордехай Анелевич, Мордехай Тененбаум, Ицхак Цукерман. Однако летом 1942 г. гестапо с помощью провокаторов выявило большинство членов прокоммунистического подполья.
В марте был создан Антифашистский блок, который установил контакты с другими гетто и создал боевую организацию численностью около 500 чел. Отделение Бунда насчитывало около 200 человек, однако Бунд отказывался от координации действий с коммунистами. Организации сопротивления не стали массовыми.
Под руководством Эммануэля Рингельблюма была создана подпольная еврейская группа «Онег Шабат» для документирования жизни в гетто. Письменные свидетельства, собранные и сохранённые группой, получили в послевоенное время название «Архив Рингельблюма», который был включён ЮНЕСКО в список важнейших письменных документов «Память мира».

## Уничтожение жителей
В гетто циркулировали слухи о массовом уничтожении евреев в провинциях Польши. Чтобы дезинформировать и успокоить жителей гетто, немецкая газета «Варшауэр цайтунг» сообщала, что десятки тысяч евреев занимаются строительством производственного комплекса. Кроме того, в гетто было разрешено открыть новые школы и приюты.
19 июля 1942 г. в гетто появились слухи о скором выселении в связи с тем, что владельцы фирмы Кона и Геллера вывезли свои семьи в пригород Варшавы. Комиссар Варшавы по делам евреев Хайнц Ауэрсвальд сообщил председателю юденрата Чернякову, что слухи являются ложными, после чего Черняков сделал соответствующее заявление.
22 июля 1942 г. юденрат был проинформирован, что все евреи за исключением работающих на немецких предприятиях, работников госпиталей, членов юденрата и их семей, членов еврейской полиции в гетто и их семей будут депортированы на восток. Еврейской полиции было приказано обеспечить ежедневную отправку 6 тыс. человек на железнодорожную станцию. В случае неисполнения распоряжения нацисты угрожали расстрелять заложников, в числе которых была жена Чернякова.
23 июля глава юденрата Черняков покончил с собой после того, как узнал, что к отправке готовятся дети из приютов. Его место занял Марек Лихтенбаум, занимавшийся спекуляцией. Сыновья Лихтенбаума сотрудничали с гестапо. Юденрат призвал население оказывать содействие полиции в отправке жителей.
Ежедневно из здания больницы, назначенной пунктом сбора, людей выгоняли на погрузочную платформу. Физически крепких мужчин отделяли и направляли в трудовые лагеря. Кроме того, освобождались занятые на немецких предприятиях (после вмешательства дирекции). Остальных (не менее 90 %) загоняли по 100 человек в вагоны для скота. Юденрат делал заявления, опровергая слухи о том, что вагоны следуют в лагеря уничтожения. Гестапо распространяло письма, в которых от имени выехавших жителей рассказывалось о трудоустройстве на новых местах.
В первые дни полиция захватывала нищих, инвалидов, сирот. Кроме того, было объявлено, что добровольно явившимся на пункты сбора будут выданы три килограмма хлеба и килограмм мармелада. С 29 июля началось окружение домов с проверкой документов, не имевших справок о работе на немецких предприятиях отправляли на погрузочную платформу. Пытавшиеся скрыться расстреливались. В этих проверках также принимали участие литовские и украинские коллаборационисты. К 30 июля было вывезено 60 000 человек.
6 августа в Треблинку было отправлено около 200 воспитанников детского дома, директором которого был педагог Януш Корчак. Юденрат добился освобождения Корчака, однако он отказался и последовал за своими воспитанниками. В августе впервые были отправлены работники учреждений юденрата (700–800 чел.).
21 сентября были окружены дома еврейской полиции, большинство полицейских вместе с жёнами и детьми были отправлены в лагеря уничтожения.
В течение 52 дней (до 21 сентября 1942 г.) около 300 тысяч человек было вывезено в Треблинку. В течение июля еврейская полиция обеспечила отправку 64 606 человек. В августе было вывезено 135 тыс. человек, за 2–11 сентября — 35 886 человек. После этого в гетто осталось от 55 до 60 тыс. человек.

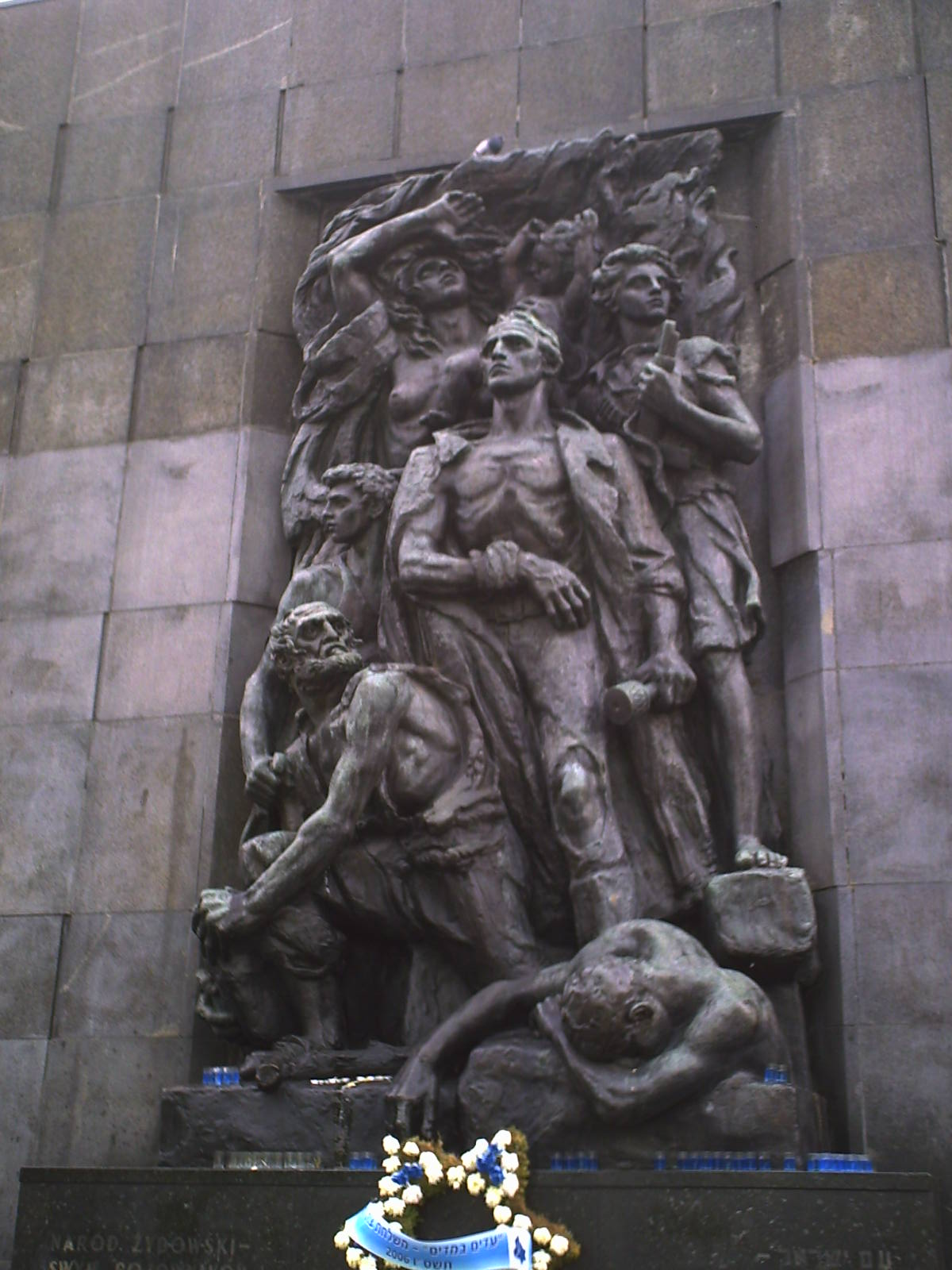
Памятник в Варшаве

В последующие месяцы оформились Еврейская боевая организация численностью около 220–500 человек во главе с Мордехаем Анелевичем и Еврейский боевой союз численностью 250–450 человек. Еврейская боевая организация предлагала оставаться в гетто и оказывать сопротивление, тогда как Еврейский боевой союз планировал покинуть гетто и продолжать действия в лесах. Участники организаций были вооружены преимущественно пистолетами, самодельными взрывными устройствами и бутылками с горючей смесью (коктейлями Молотова).

## Восстание
С 19 апреля по 16 мая 1943 г. в Варшавском гетто произошло вооружённое восстание. Восстание было подавлено войсками СС. В ходе восстания было убито около 7 тыс. защитников гетто и около 6 тыс. сгорели заживо в результате массовых поджогов зданий со стороны немецких войск. Оставшиеся в живых жители гетто в количестве около 15 тыс. человек были отправлены в лагерь смерти Треблинка. 16 мая гетто было окончательно ликвидировано.

## Варшавское гетто в культуре
- «Корчак» — фильм польского режиссёра Анджея Вайды о детском доме для еврейских сирот под руководством Януша Корчака, воспитанники которого в 1939 году были переселены в гетто.
- Жена смотрителя зоопарка (2017) — реальная история отважного подвига смотрителей Варшавского зоопарка Яна и Антонины Жабинских, давших убежище и сохранивших жизнь более чем 300 варшавским евреям из гетто во время II Мировой войны.
- Жизнь евреев в «Варшавском гетто» раскрывается в фильме Романа Полански — «Пианист»
- «Храброе сердце Ирены Сендлер» — фильм о польской активистке движения сопротивления, которая спасла 2500 детей из Варшавского гетто.
- Шведская группа Army of lovers в своей песне Israelism спела об этом гетто
- «Неоконченный фильм» — документальный фильм Я. Херсонского по материалам немецкого пропагандистского фильма о гетто, снятого под видом «документальной съёмки».
- У британской группы Nitzer Ebb существует песня «Warsaw Ghetto»